# Saprinus turcomanicus
Saprinus turcomanicus är en skalbaggsart som beskrevs av Édouard Ménétries 1848. Saprinus turcomanicus ingår i släktet Saprinus och familjen stumpbaggar. Inga underarter finns listade i Catalogue of Life.